# Milan Purović
Milan Purović, ser. Милан Пуровић (ur. 7 maja 1985 w Titogradzie) – piłkarz czarnogórski grający na pozycji napastnika.

## Kariera klubowa
Purović urodził się w Titogradzie, obecnie noszącym nazwę Podgorica. Piłkarską karierę rozpoczął w najbardziej znanym klubie tego miasta, FK Budućnost Podgorica i w 2002 roku awansował do kadry pierwszej drużyny. Wtedy też zadebiutował w rozgrywkach drugiej lidze serbskiej. Od czasu debiutu występował w pierwszym składzie Budućnosti i w swoim premierowym sezonie zdobył 7 goli. W sezonie 2003/2004 zaliczył 10 trafień i przyczynił się do awansu klubu do pierwszej ligi. W sezonie 2004/2005 w ekstraklasie zdobył 11 bramek i był najlepszym strzelcem szóstego zespołu ligi. Latem 2005 został sprzedany do jednego z czołowych klubów w kraju, Crvena zvezda z Belgradu. Występował w ataku wraz z Nikolą Žigiciem i zdobywając 11 goli przyczynił się do wywalczenia przez „Czerwoną Gwiazdę” tytułu mistrza Serbii i Czarnogóry. Natomiast w 2007 roku obronił z belgradzkim zespołem to osiągnięcie.
Latem 2007 Purović został sprzedany za 2,2 miliona euro do portugalskiego Sporting CP z Lizbony. Został tam drugim obok Simona Vukčevicia Czarnogórcem w zespole. W pierwszej lidze zadebiutował 2 września 2007 w wygranych 1:0 derbach z CF Os Belenenses w 66. minucie zmieniając Marata Izmajłowa. Latem 2008 Czarnogórzec został wypożyczony ze Sportingu do tureckiego Kayserisporu. W 2009 roku wypożyczono go do węgierskiego Videotonu, a na początku 2010 roku do słoweńskiej Olimpiji Lublana. Potem grał na zasadach wypożyczenia w CF Os Belenenses i Cercle Brugge. 27 lipca 2011 roku przeszedł do OFK Beograd.
20 września 2012 jako wolny agent zasilił skład ukraińskiego Metałurha Zaporoże. W końcu grudnia 2012 za obopólną zgodą kontrakt został anulowany. Następnie występował w serbskim FK Bežanija, a od 2014 gra w klubach malezyjskich.
| Sezon   | Klub                | Kraj                | Rozgrywki          | Mecze | Bramki |
| ------- | ------------------- | ------------------- | ------------------ | ----- | ------ |
| 2002/03 | Budućnost Podgorica | Serbia i Czarnogóra | 2. liga            | 25    | 7      |
| 2003/04 | Budućnost Podgorica | Serbia i Czarnogóra | II. liga           | 22    | 10     |
| 2004/05 | Budućnost Podgorica | Serbia i Czarnogóra | Super Liga         | 26    | 11     |
| 2005/06 | Crvena zvezda       | Serbia i Czarnogóra | Super Liga         | 24    | 11     |
| 2006/07 | Crvena zvezda       | Serbia              | Super Liga         | 22    | 6      |
| 2007/08 | Sporting CP         | Portugalia          | Superliga          | 15    | 2      |
| 2008/09 | Kayserispor         | Turcja              | Süper Lig          | 16    | 3      |
| 2009/10 | Videoton FC         | Węgry               | NB I               | 7     | 0      |
| 2009/10 | Olimpija Lublana    | Słowenia            | Prva Liga          | 7     | 1      |
| 2010/11 | CF Os Belenenses    | Portugalia          | Primeira Liga      | 7     | 0      |
| 2010/11 | Cercle Brugge       | Belgia              | Jupiler Pro League | 4     | 0      |
| 2011/12 | OFK Beograd         | Serbia              | Super Liga         | 15    | 3      |
| 2012/13 | Metałurh Zaporoże   | Ukraina             | Premier-liha       | 4     | 0      |
| 2012/13 | FK Bežanija         | Serbia              | Prva Liga          | 7     | 2      |
| 2013/14 | FK Bežanija         | Serbia              | Prva Liga          | 2     | 0      |
| 2014    | Perak FA            | Malezja             | Super Ligue        | 5     | 5      |
| 2015    | Kuantan FA          | Malezja             | Premier League     | 6     | 4      |

## Kariera reprezentacyjna
W reprezentacji Czarnogóry Purović zadebiutował 24 marca 2007 roku w wygranym 2:1 towarzyskim spotkaniu z Węgrami, pierwszym w historii po uzyskaniu niepodległości przez Czarnogórę.

## Sukcesy i odznaczenia

### Sukcesy klubowe
- mistrz Serbii i Czarnogóry: 2005/2006
- mistrz Serbii: 2006/2007
- wicemistrz Portugalii: 2007/2008
- zdobywca Pucharu Serbii: 2006/2007
- zdobywca Pucharu Portugalii: 2007/2008
- zdobywca Superpucharu Portugalii: 2008/2009, 2007/2008

### Sukcesy reprezentacyjne
- brązowy medalista Mistrzostw Europy U-21: 2006